# ラストウィンドウ 真夜中の約束
『ラストウィンドウ 真夜中の約束』（ラストウィンドウ まよなかのやくそく）は、シングが開発して任天堂より発売されたアドベンチャーゲーム。2010年1月14日にニンテンドーDSで発売された。『ウィッシュルーム 天使の記憶』の続編。ヨーロッパでは同年9月17日発売。

## 概要
前作から3年ぶりに発売された続編。タッチペン操作、二画面を生かした謎解き、チャプター制のシナリオなど基本的なシステムは改良を加えた上で前作のものをほぼそのまま踏襲している。物語は前作同様屋内のみで展開されるが、前作では一晩の物語だったのに対し、今作では期間は1980年12月18日からの約一週間となっている。
発売直後に開発元のシングが消滅してしまったため、シングが手がけた最後の作品となった。

## ストーリー
1980年12月18日、ロサンゼルス。あまりにも怠慢な勤務態度のため、エドからクビを言い渡されてしまったカイル。失意のまま住んでいる「ケイプウェスト・アパートメント」に戻ると、アパートが取り壊されるため今月中に立ち退かなければならないことを知らされる。さらなる不運に打ちのめされたカイルが自分の部屋に戻ると、探し物のオーダーの手紙が届いていた。依頼品は25年前になくなったレッドスター。調べるうちに、13年前に起きた殺人事件と、25年前に死んだカイルの父親の謎に深く関わっていく。

## 登場人物

### 主人公と周辺人物
カイル・ハイド
本作の主人公。34歳、ケイプウェスト・アパートメントの202号室に住んでいる。元ニューヨーク市警の刑事で、レッドクラウン商会のセールスマン。商会の裏の仕事である、いわくつきの品物を探すビジネスも請け負っている。口が悪く頑固で冷めた性格だが、何かに夢中になると我を忘れる事ところがある。時に仕事をサボったり、郵便受けを週に1回しか見ないなどズボラな性格が災いし、今回ついにクビを宣告される。
エド・ヴィンセント
前作にも登場しているレッドクラウン商会の社長。56歳、元ロサンゼルス市警の刑事でカイルの父の友人だった。心臓に病を持っている。
レイチェル
前作にも登場しているエドの秘書。28歳、カイルとエドを繋ぐ連絡係で情報収集が得意。カイルとは親密な関係で、良き理解者でもある。
ミラ・エバンズ
カイルが1年前にホテル「ダスク」で出会った少女。20歳。現在はシアトルの美術学校に通っており、カイルのことを慕っている。クリスマスをカイルとレイチェルの3人で過ごすため帰郷する。
シドニィ・レーガン
アパートの1階にある「ラッキーズ・カフェ」のマスター。妻と離婚した後、娘と2人で店を切り盛りしている。常連客の好みをすべて把握している。
ニコール・レーガン
シドニィの一人娘。「ラッキーズ・カフェ」のウェイトレスを務めている。料理の腕はなかなかだが、シドニィに言わせるとまだまだ半人前。ニコール目当ての客もいるらしい。
レックス・フォスター
保険会社から雇われた調査員。38歳。彼が調査した案件で保険が支払われた例はないと言われているほどの名の通った人物。あるアパートの住民をマークしている。
クリス・ハイド
カイルの父親。職業は金庫破りだった。25年前に殺害されており、その事件は未解決のまま。
ジニー・ハイド
カイルの母親。ニュージャージーで看護師の仕事をしている。父親が死んだ後、女手ひとつでカイルを育ててきた。時折カイルに電話をしてくる。

### アパートの住民
マーガレット・パトリス
ケイプウェスト・アパートメントの管理人の女性。元ダンサーで夫が他界した後、ホテルだった建物を買い取りアパートに改装した。住人からは「パトリス夫人」と呼ばれている。デュランにアパートのメンテナンスや管理を依頼している。
スティーブ・ウルフ
201号室に住む、かつては名をはせたミュージシャン。現在は過去のトラブルもあり仕事が入らず、やさぐれている面がある。いつもお金に困っており、家賃も払えていない事もあり何かとお金をせびってくる。カイルとは飲み友達程度の関係だったが、それでもアパートでは一番親しい関係である。ちなみに、動きの元になっているのはロック歌手のナインゼロ。
ベティ・メイヤー
203号室に住むアクセサリーショップに勤めている女性。明るく楽天的で恋に落ちやすい性格。スティーブの片思いの相手だが、ベティ自身は相手にしていない。
マリー・リベット
206号室に住む、若くして未亡人の女性。半年前にアパートに引っ越してきたが、カイルとは1度も接点が無かった。兄・マイクと夫・ピーターを同じ交通事故で亡くし、多額の保険金を受け取っているため保険会社から疑惑を持たれている。本人自身はストレスから精神的に不安定になってしまっている。
フランク・レイバー
302号室に住む、気難しい性格をしている初老の男性。元・刑事で過去の因縁からアパートに隠された真実を探ろうとしている。
ディラン・フィッチャー
304号室に住む、水道会社に勤めている男性。警察ドラマが好きで他人のプライベートに何かと首を突っ込みたがる。パトリス夫人からアパートのメンテナンスを任されている。また、彼の部屋には「扉を開ける天使」のジグソーパズルが飾られている。
シャルル・ジュネ
305号室に住む、フランスからの留学生の青年。映画監督を目指して学業に没頭しており部屋から出ることは少ない。名前を忘れられることを嫌う。
ウィル・ホワイト
306号室に住む、セールスマンの男性。38歳。紳士的なふるまいをする一方で、他人を見下して品評するような尊大で嫌味な性格。ハイドには因縁めいた事も言ってくる。仕事が忙しく、あまりアパートにいない。

### その他の関係者
ジャック･グリーン
レックスの友人でロサンゼルス･ビート社の雑誌記者。13年前に宝石窃盗団「コンドル」の内情を調べた連載記事を始めたその直後に、交通事故で死亡。
ジョージ･パトリス
パトリス夫人の夫で元サックス奏者。後に実業家となるが13年前に殺害される。
マイケル･マクベイン
ジョージの幼馴染で、かつてはホテル･ケイプウェストの支配人だった。3年前に死去。息子がいる。
キャシー･マクベイン
マイケルの妻。13年前にホテルの客室で毒が混入されたワインを飲み毒殺される。初動捜査の不手際により事件は未解決となった。
マイク･ポーター
マリーの兄で元ホテル･ケイプウェストの従業員。キャシーの遺体の第一発見者だった。13年前、自動車事故で死亡。
ピーター･リベット
マイクの友人であり、マリーの夫でもある元ホテル･ケイプウェストの従業員。妻・マリーが受け取った兄・マイクの保険金を元手に事業を始めるが、自動車事故で死亡。
ヒュー･スペック
元ロス市警の刑事で来期の市長選候補者。エドやフランクの元上司にあたる。宝石窃盗団「コンドル」の捜査にも参加しており、選挙公約として犯罪の撲滅に力を入れる事を宣言する。

## 用語
ケイプウェスト・アパートメント
カイルの住む4階建てのアパート。元々はホテルだったが、マーガレット・パトリスによってアパートへと改装された。家賃は1か月あたり200ドル。住人以外の一般人でも自由に出入りすることができる。屋上には灯台を模したモニュメントが作られており、アパートの目印となっている。なお、4階のみ改装されておらず、立ち入りも禁止されている。各階にエレベーターが設置されている。
レッドクラウン商会
エドが社長を務める家庭用品の訪問販売会社。裏稼業として表立っては探せないものを探す仕事も行っている。
ラッキーズ・カフェ
ホテル時代から営業しているケイプウェスト・アパートメントの1階にある喫茶店。ビリヤード場やジュークボックスなどが設置されている。アパートの入口を通らなくても入ることができ、一般人でも利用できる。レーガン親子が切り盛りしている。
オスターゾーン
「扉を開ける天使」という作品が代表作の著名な画家。詳しくは前作を参照。
コンドル
かつて存在した、絶対に警察に尻尾を捕まれない窃盗集団。26年前に暗躍を始めるが、既に消滅している。最近になって似たような手口による宝石強盗事件が連続して起きている。
ナイル
前作にも登場した犯罪組織。本作でも一味が暗躍している。
マーティン・サマー
前作に登場した小説家。ノベルシステムによりゲームが進む度に出来上がっていく小説は彼が書いているという設定になっている。